# Pupatonia pupinella
Pupatonia pupinella är en snäckart som först beskrevs av Harold John Finlay 1927.  Pupatonia pupinella ingår i släktet Pupatonia och familjen Eatoniellidae. Inga underarter finns listade i Catalogue of Life.